# Riksväg 80, Norge
Riksväg 80 (norska: Riksvei 80) är en riksväg i Nordland fylke i norra Norge som går mellan tätorten Fauske i Fauske kommun och Bodø flygplats i Bodø kommun. Den omfattar även färjeförbindelserna mellan Bodø och Røst, Værøy respektive Moskenes samt färjeförbindelsen mellan Røst och Moskenes.
Exklusive färjeförbindelser är vägen 59,8 kilometer lång och asfalterad. Den passerar bland annat genom tätorterna Strømsnes (Straumsnes), Løding och Bodø.
Vägen ansluter till:
- Europaväg 6 (vid Fauske)
- Fylkesväg 17 (vid Løding)
- Fylkesväg 834 (vid Bodø)
- Europaväg 10 (vid Moskenes)

## Bilder

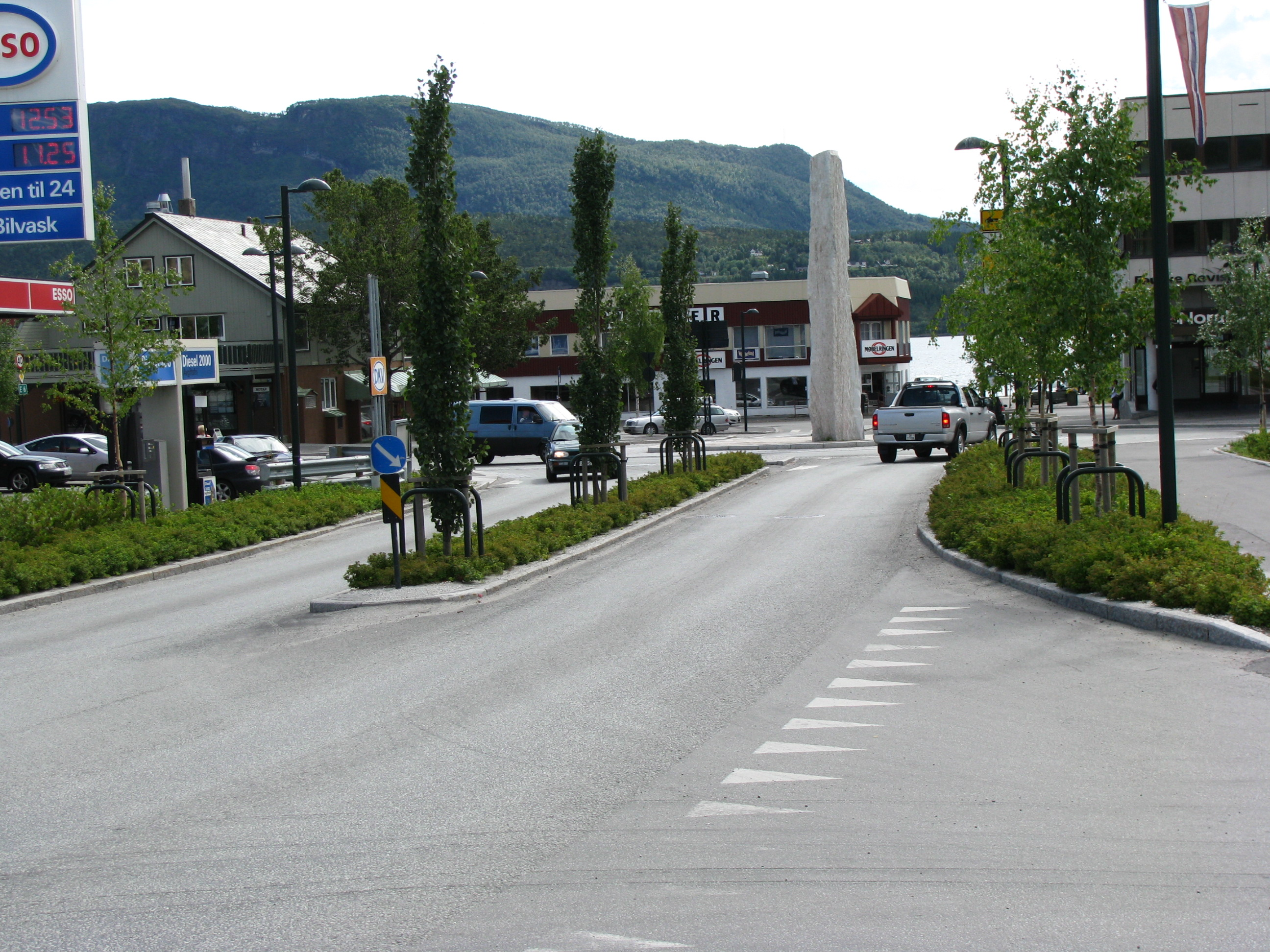
Cirkulationsplatsen i Fauske där riksväg 80 och Europaväg 6 möts.
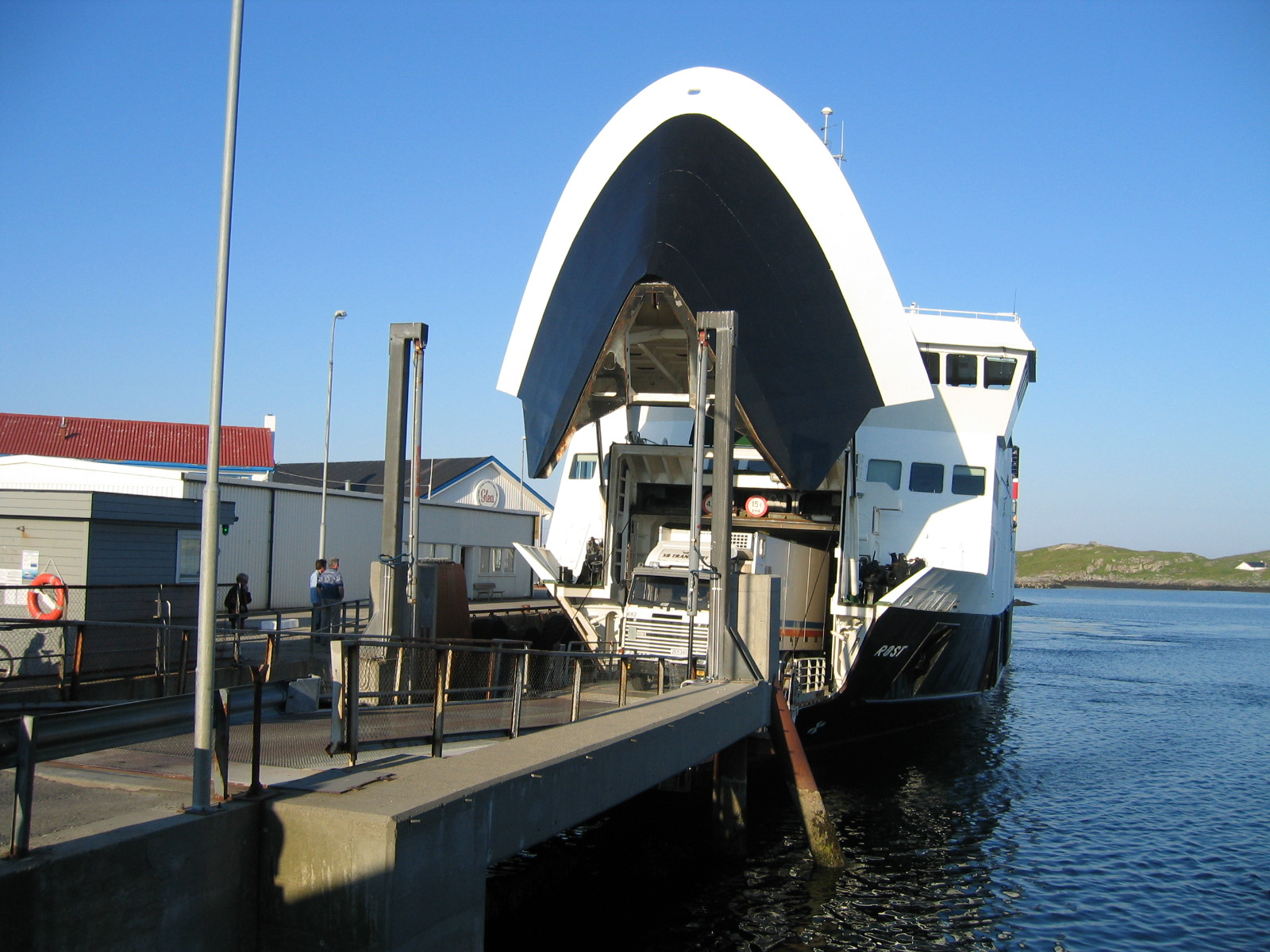
Färjeläget på Røst.
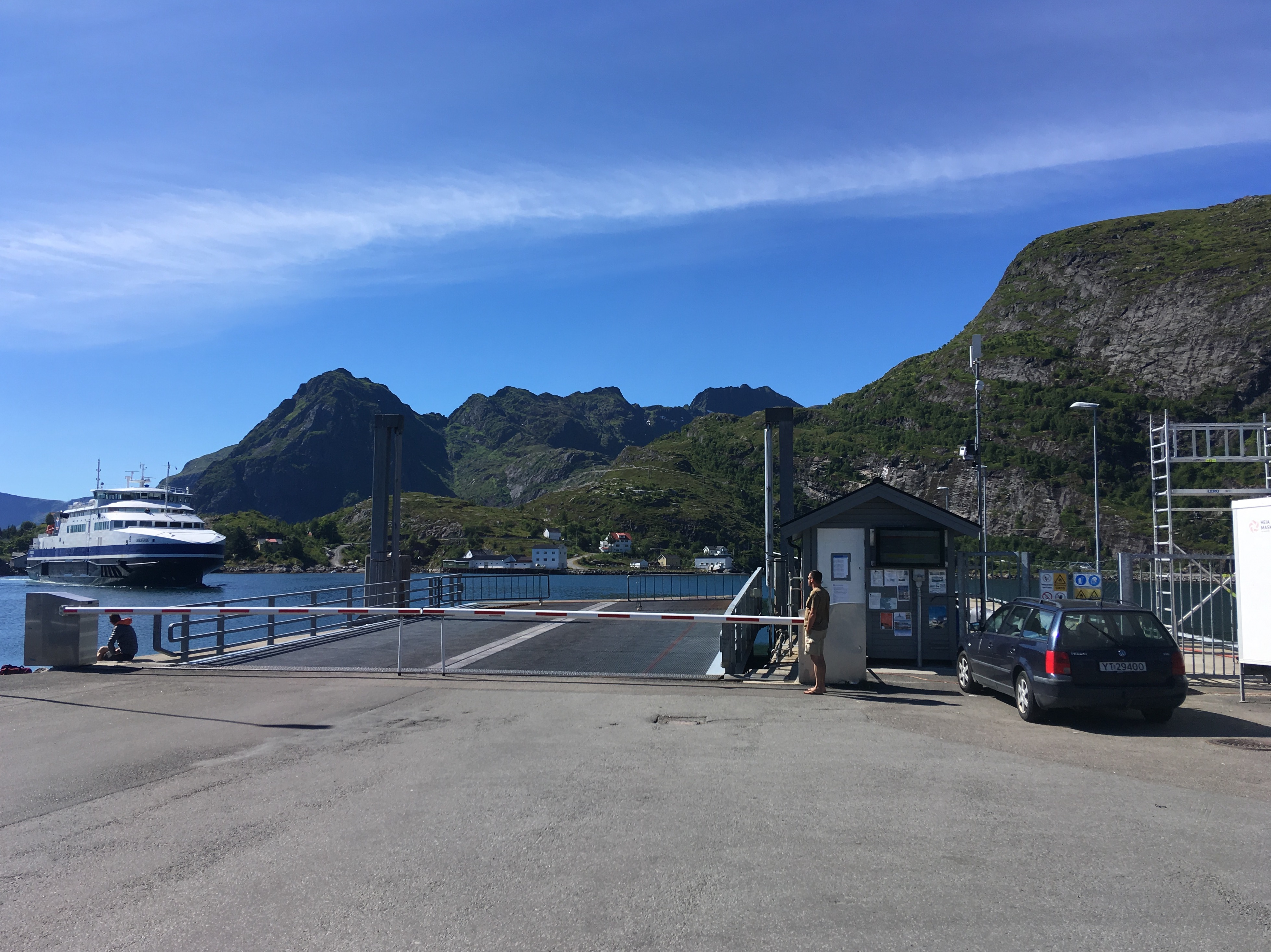
Färjeläget i Moskenes.